# Wilkomirski-Syndrom
Der Begriff Wilkomirski-Syndrom bezeichnet die Konfabulation oder Fälschung von jüdischen Opfer- und Verfolgungsbiografien nach dem Holocaust. Zurückzuführen ist er auf die fiktive, 1995 u. a. im Suhrkamp-Verlag erschienene KZ-Autobiografie Bruchstücke des 1941 geborenen Bruno Dössekker, auch bekannt als Binjamin Wilkomirski, die sich 1998 nach Recherchen von Daniel Ganzfried als Konfabulation herausstellte. 2001 organisierten Irene Diekmann und Julius Schoeps vom Moses Mendelssohn Zentrum für europäisch-jüdische Studien dazu eine Tagung mit Wissenschaftlern verschiedener Disziplinen. Die Bezeichnung „Wilkomirski-Syndrom“ spielt auf das Münchhausen-Syndrom an.

## Weitere bekannte Fälle
- Rosemarie Koczy (1939–2007), deutsch-amerikanische Künstlerin, widmete ihr Lebenswerk der Shoah. Ihre Werke befinden sich in der Guggenheim-Sammlung sowie in Yad Vashem; ihre umfangreichen englischsprachigen Memoiren, von ihrem Ehemann handschriftlich aus Niederschriften persönlicher Befragungen und mündlich berichteter Erinnerungen verfasst, werden als dreibändiges Manuskript im United States Holocaust Memorial Museum Washington aufbewahrt. Der Fall wurde bekannt, nachdem ihre Heimatstadt Recklinghausen sie in das Online-Gedenkbuch für die Opfer der NS-Herrschaft aufnehmen wollte und ihre Angaben anhand amtlicher Archivdokumente überprüfte.[4]
- Peter Loth (* 1943), Nebenkläger im Prozess gegen einen ehemaligen Wachmann des KZ Stutthof, behauptete, dort geboren und als Kind Experimenten mit Grippeviren und Drogen unterzogen worden zu sein.[5]
- Wolfgang Seibert (* 1947), mehrfach vorbestraft wegen Betrugs und Unterschlagung, 15 Jahre lang Vorsitzender der jüdischen Gemeinde Pinneberg, wurde durch Recherchen des Spiegel überführt, entgegen seiner Behauptung kein Jude zu sein.[6]
- Marie Sophie Hingst (1987–2019), Historikerin und „Bloggerin des Jahres 2017“ (2019 aberkannt), reichte unter anderem 22 gefälschte Biographien fiktiver Familienangehöriger in der Gedenkstätte Yad Vashem ein, um ihrer Geschichte eine höhere Plausibilität zu verleihen.[7]
- Karin Mylius (1934–1986), Vorsitzende der jüdischen Gemeinde Halle, gab sich als Überlebende des Holocaust aus, ihr Vater war jedoch in der NS-Zeit Polizeibeamter gewesen. Nachdem die SED und die Behörden ihre Legende aus politischen Gründen zunächst gedeckt hatten, wurde sie 1984 enttarnt und abgesetzt.[8]
- Misha Defonseca (* 1937), belgisch-amerikanische Schriftstellerin.[9]
- Magdolna Kaiser gab sich als Nachfahrin eines fiktiven jüdischen Assistenzarztes von Josef Mengele aus.[10]
- Irena Wachendorff (* 1961), Lyrikerin und politische Aktivistin, gab sich als Tochter von Holocaustüberlebenden aus und behauptete, auf israelischer Seite am ersten Libanonkrieg teilgenommen zu haben.[11][12]
- Laurel Rose Willson (1941–2002), US-amerikanische Schriftstellerin, gab 1999 eine falsche Identität als Holocaust-Überlebende an.
- Axel Spörl, Manager und Theaterfunktionär.[13]
- Otto Uthgenannt (* 1935) gab sich als Überlebender des KZ Buchenwald aus. Er behauptete, seine Eltern und seine Schwester seien dort getötet worden. Tatsächlich stammte Otto Uthgenannt aus einer protestantischen Familie, die nicht verfolgt worden war. Uthgenannt hielt regelmäßig Vorträge als Zeitzeuge an Schulen.[14]
- Isaac Lewinson alias Alfred Mende, Kreisorganisationsleiter der NSDAP in Dresden und Absolvent der NS-Ordensburg Krössinsee in Pommern. Er behauptete, 1945 aus dem KZ Theresienstadt nach Siegburg gekommen zu sein, und gab sich als Überlebender aus. Er wurde sogar in den Gemeindevorstand gewählt. 1948 wurde er erkannt, ein Gerichtsverfahren folgte.[15]
- Fabian Wolff (* 1989), Journalist und Publizist.[16] Wolff wurde zunächst von seiner Mutter mit der Erzählung großgezogen, von jüdischen Vorfahren abzustammen und glaubte dies daher lange Zeit selbst, doch auch als er erfuhr, dass die Aussagen seiner Mutter nicht zutreffend waren, trat er weiterhin als Nachfahre von Juden auf.[17]

## Als Thema in Spielfilmen
In dem amerikanischen Independent-Film The Memory Thief (2007) entwickelt ein junger Mann eine Obsession mit dem Holocaust, die dazu führt, dass er immer mehr eine fiktive Identität eines Überlebenden einnimmt.